# Muskmyr (naturreservat)
Muskmyr är ett naturreservat och Natura 2000-område som innefttar sjön/våtområdet Muskmyr.
Muskmyr är egentligen en agmyr och "sjön" ett ringformigt stråk av öppet vatten längs med myrens kant.
Runt myren häckar ljungpipare och ängshök och ibland ses här även kungsörn.
På de öppna markerna i myrens utkanter växer stora mängder orkidéer, främst ängsnycklar. Här förekommer dock även flugblomster, vaxnycklar, kustarun, tätört, kärrlilja, kärrknipprot, brudsporre, ängsnycklar, sumpnycklar, johannesnycklar och krutbrännare. I agområdet växer höstsprira och dvärgbläddra ute i de öppna vattenytorna vit näckros.
På de betade alvarområdena längre från sjön hittas alvararv, sandviol, färgmåra, hällfibbla, sandmaskrosor, såpört, johannesört, vätögontröst, långbladig spåtistel och luddkrissla. Även vissa äldre åkerogräs förekommer på öppen alvarmark såsom rödmire, åkervinda och småtörel. Tidigare har även piggfrö observerats. Främst i norra delen förekommer även de sällsynta kalknarv, alvarglim och gotlandssolvända. I reservatets södra del förekommer sandigare områden med stor haverrot, silversalvia, mot ännu sandigare och högre belägna marker sandviol, dvärgmaskrosor, såpört, alvarglim, gotlandssolvända, grusviva, ljungsnärja, vittåtel, sandsvingel och strandtimotej.
Söder om fågeltornet vid sjön växer trubbråg och i närheten av parkeringen kan man hitta fliknäva.